# Kap Fairweather
Kap Fairweather (in Argentinien auch Cabo Buen Tiempo, spanisch für Gutes-Wetter-Kap) ist ein 705 m hohes und vereistes Kap mit einigen blanken Felsvorsprüngen entlang der Südost- und Ostseite, das auf halbem Weg zwischen dem Drygalski-Gletscher und dem Evans-Gletscher an der Ostküste des antarktischen Grahamlands liegt. Es markiert die nördliche Grenze der Oskar-II.-Küste. Dem Kap vorgelagert liegen die Robbeninseln.
Der Falkland Islands Dependencies Survey, der 1947 eine geodätische Vermessung des Kaps vornahm, benannte es nach Kapitän Alexander Fairweather (1847–1896), Kapitän des Walfängers Balaena aus Dundee, der von 1892 bis 1893 vor der Nordostküste der Antarktischen Halbinsel operierte.